# Dan Duryea
Dan Duryea (23 de gener de 1907 – 7 de juny de 1968) va ser un actor de cinema, de televisió i de teatre estatunidenc.

## Filmografia completa
- The Tango on Broadway (1934) com Bob - Laurita's Boyfriend (uncredited)
- La lloba (The Little Foxes) (1941) com Leo Hubbard
- Bola de foc (Ball of Fire) (1941) com Duke Pastrami
- L'orgull dels ianquis (The Pride of the Yankees) (1942) com Hank Hanneman
- That Other Woman (1942) com Ralph Cobb
- Sahara (1943) com Jimmy Doyle
- Man from Frisco (1944) com Jim Benson
- Mrs. Parkington (1944) com Jack Stilham
- None But the Lonely Heart (1944) com Lew Tate
- La dona del quadre (The Woman in the Window) (1944) as Heidt / Tim, the Doorman
- Ministry of Fear (1944) as Cost / Travers the Tailor
- Main Street After Dark (1945) as Posey Dibson
- The Great Flamarion (1945) as Al Wallace
- The Valley of Decision (1945) as William Scott Jr.
- El cavaller de l'oest (Along Came Jones) (1945) as Monte Jarrad
- Lady on a Train (1945) as Arnold Waring
- Perversitat (Scarlet Street) (1945) as Johnny Prince
- Black Angel (1946) as Martin Blair
- White Tie and Tails (1946) as Charles Dumont
- Black Bart (1948) as Charles E. Boles / Black Bart
- River Lady (1948) as Beauvais
- Another Part of the Forest (1948) as Oscar Hubbard
- Larceny (1948) as Silky Randall
- Criss Cross (1949) as Slim Dundee
- Manhandled (1949) as Karl Benson
- Too Late for Tears (1949) as Danny Fuller
- Johnny Stool Pigeon (1949) as Johnny Evans
- One Way Street (1950) as John Wheeler
- Winchester '73 (1950) as Waco Johnny Dean
- The Underworld Story (1950) as Mike Reese
- Chicago Calling (1951) as William R. Cannon
- Al Jennings of Oklahoma (1951) as Al Jennings
- Thunder Bay (1953) as Gambi
- Sky Commando (1953) as Col. Ed (E.D.) Wyatt
- 36 Hours (aka Terror Street) (1953) as Major Bill Rogers
- World for Ransom (1954) as Mike Callahan / Corrigan
- Ride Clear of Diablo (1954) as Whitey Kincade
- Rails Into Laramie (1954) as Jim Shanessy
- Silver Lode (1954) as Fred McCarty
- This Is My Love (1954) as Murray Myer
- Foxfire (1955) as Hugh Slater
- The Marauders (1955) as Avery
- Storm Fear (1955) as Fred Blake
- Battle Hymn (1956) as Sergeant Herman
- The Burglar (1957) as Nat Harbin
- Night Passage (1957) as Whitey Harbin
- Slaughter on Tenth Avenue (1957) as John Jacob Masters
- Kathy O' (1958) as Harry Johnson
- Platinum High School (1960) as Maj. Redfern Kelly
- Six Black Horses (1962) as Frank Jesse
- He Rides Tall (1964) as Bart Thorne
- Do You Know This Voice? (1964) as John Hopta
- Walk a Tightrope (1964) as Carl Lutcher
- Taggart (1964) as Jay Jason
- The Bounty Killer (1965) as Willie Duggan
- The Flight of the Phoenix (1965) as Standish
- Incident at Phantom Hill (1966) as Joe Barlow
- The Hills Run Red, aka Un Fiume di dollari (1966) as Col. Winny Getz
- Winchester '73 (1967 TV movie) as Bart McAdam
- Five Golden Dragons (1967) as Dragon #1
- Stranger on the Run (1967 TV movie) as O.E. Hotchkiss
- The Bamboo Saucer (1968) as Hank Peters

## Aparició en algunes sèries de televisió
- China Smith (1952–1956) com China Smith
- Schlitz Playhouse of Stars (1952–1956) com Pete Richards / Federal Agent Sam Ireland
- The New Adventures of China Smith (1953–1954) com China Smith
- Wagon Train (1957–1964) as Sam Race / Amos / Samuel Bleymier / Joshua Gilliam / Survivor / Cliff Grundy
- Zane Grey Theater, episode "This Man Must Die" (1958) as Kirk Joiner
- Walt Disney's Wonderful World of Color, "Texas John Slaughter: Showdown at Sandoval" (1959) as Dan Trask
- The Twilight Zone, as Al Denton in "Mr. Denton on Doomsday" (1959) as Al Denton
- Bonanza, "Badge Without Honor" (1960) as U.S. Dep. Marshall Gerald Eskith
- Zane Grey Theater, "Knight of the Sun" (1961) as Henry Jacob Hanley
- Naked City, "Daughter, Am I In My Father's House?" (1962) as Clyde Royd
- Route 66, "A Cage in Search of a Bird" (1963) as Jay Leonard Ringsby
- Going My Way, "Mr. Second Chance" (1963) as Harold Harrison
- The Alfred Hitchcock Hour, "Three Wives Too Many" (1964) as Raymond Brown
- Bonanza, "Logan's Treasure" (1964) as Sam Logan
- Combat! (TV series), "Dateline" (1965) as Bernie Wallace / Barton
- Peyton Place (1967–1968) as Eddie Jacks